# Korrekturroller

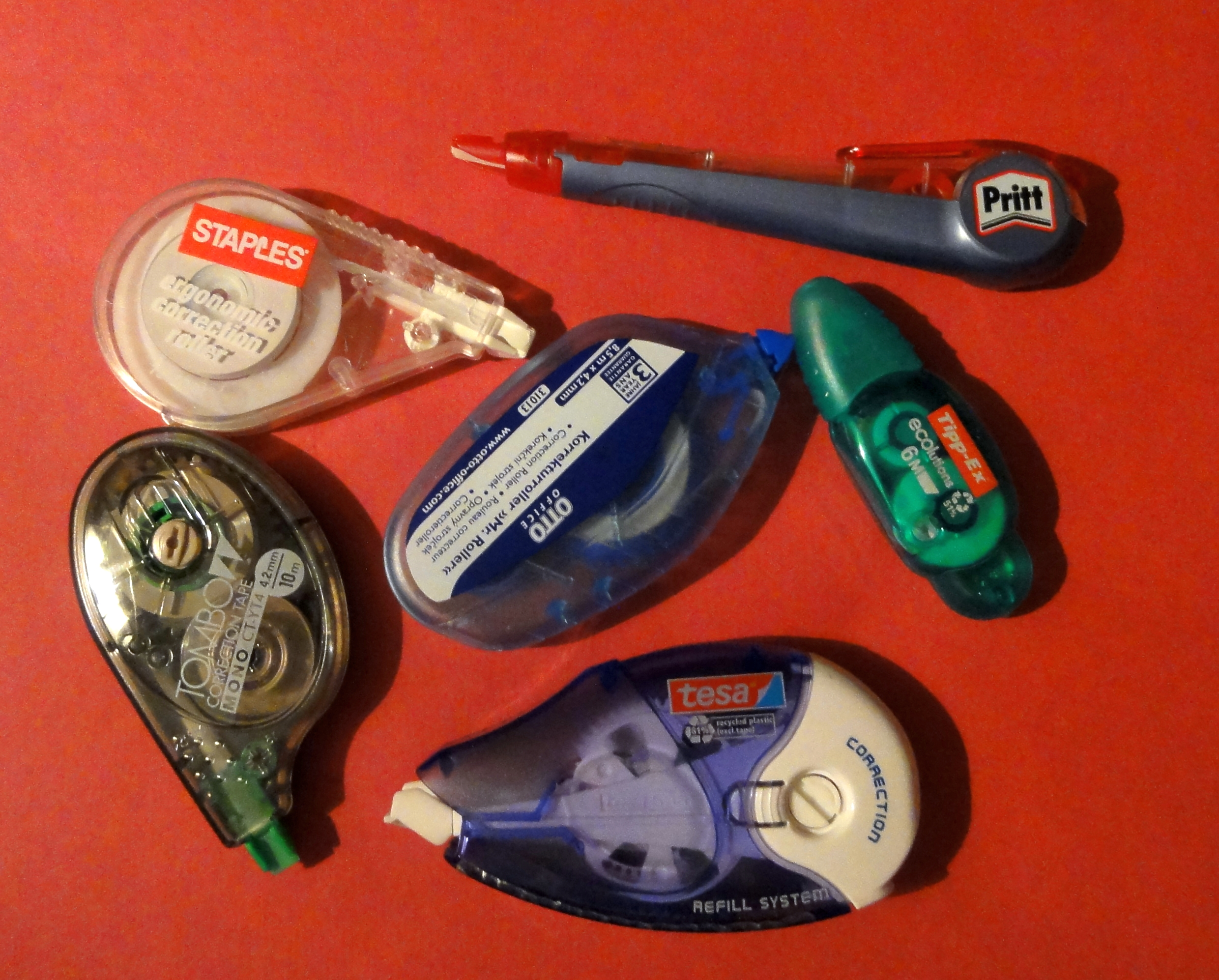
Verschiedene Korrekturroller

Benutzung eines Korrekturrollers

Ein Korrekturroller ist ein kleines Bürogerät aus Kunststoff zum Überdecken von Textstellen u. Ä. mittels eines schmalen Klebebandes in weißer Farbe.
Es gibt Korrekturroller mit auswechselbarer Rolle und Einweggeräte.
Vorläufer sind Korrekturflüssigkeiten und das eingebaute Lift-off-Korrekturband in frühen elektrischen Schreibmaschinen.
Die überdeckten Stellen sind im Gegensatz zu Korrekturflüssigkeiten sofort beschreibbar und geruchlos.
Der erste serienmäßig hergestellte und vermarktete Korrekturroller stammte vom japanischen Hersteller SEED und wird seit September 1985 vertrieben.
Bekannte Hersteller sind in Deutschland Pritt, Tipp-Ex (Mini Pocket Mouse), Tesa  und Pelikan.

## Funktionsweise
Das Gerät wird auf die Textstelle aufgesetzt und mit leichtem Druck in eine Richtung über die abzudeckende Fläche gezogen. Dabei wird ein selbstklebender dünner Kunststoffstreifen abgerollt, dieser löst sich von einem Trägerband in gleicher Länge. Der Trägerfilm wird mittels eines Mechanismus (Zahnräder) in einem Bandaufroller aufgenommen.